# Echinorhynchus urniger
Echinorhynchus urniger är en hakmaskart som beskrevs av Félix Dujardin 1845. Echinorhynchus urniger ingår i släktet Echinorhynchus och familjen Echinorhynchidae. Inga underarter finns listade i Catalogue of Life.